# Yoga Hosers - Guerriere per sbaglio
Yoga Hosers - Guerriere per sbaglio (Yoga Hosers) è un film del 2016 scritto e diretto da Kevin Smith.
Il film è il secondo capitolo della trilogia "True North", iniziata con Tusk e che si concluderà con Moose Jaws, di prossima realizzazione.

## Trama
Colleen Collette e Colleen McKenzie sono due tipiche ragazze di 15 anni che trascorrono le loro giornate a studiare yoga con il loro guru, Yogi Bayer, e che dopo la scuola lavorano in un minimarket a Manitoba chiamato Eh-2-Zed. Fanno anche parte di una cover band chiamata Glamthrax, con il loro amico di 35 anni, Ichabod, alla batteria. Le due sono invitate a una festa da un uomo molto popolare, Hunter Calloway, oggetto degli affetti di Colleen M. Il giorno dopo, a scuola, l'insegnante di storia delle ragazze racconta alla classe come una volta il partito nazista ebbe un'influenza su Winnipeg: guidati dall'auto-proclamato "Führer canadese" Adrien Arcand e dal suo braccio destro Andronico Arcano, i nazisti canadesi erano infatti una grande forza capace di incutere terrore. Arcand fu in seguito arrestato dalle autorità federali, ma Andronico Arcano non venne mai trovato.
Il padre di Colleen C, Bob, proprietario dell'Eh-2-Zed, e la sua ragazza Tabitha, direttore del negozio, decidono all'improvviso di fare un viaggio alle Cascate del Niagara, lasciando le ragazze a gestire il negozio la notte della festa di Hunter. Le due Colleen invitano Hunter e il suo amico Gordon Greenleaf a trasferire la festa nel negozio in modo da potervi partecipare anche loro. Colleen M accompagna Hunter nella stanza sul retro dietro sua richiesta, solo per scoprire che Hunter e Gordon sono in realtà satanisti che desiderano sacrificare e smembrare le due ragazze. Prima che questo possa accadere, un esercito di piccoli mostri chiamati Bratzis (nazisti alti un metro fatti di bratwurst) attacca e uccide i due uomini. Usando le loro abilità yoga, le ragazze combattono e sconfiggono i Bratzis, ma vengono presto arrestate per l'omicidio di Hunter e Gordon.
Il leggendario cacciatore di taglie Guy LaPointe, che ha avuto un incontro con le ragazze una volta, arriva alla stazione di polizia per interrogarle, ma crede alla testimonianza delle due omonime e desidera aiutarle a provare la loro innocenza. Dopo averli rapiti fuori dalla stazione e averli riportati all'Eh-2-Zed, LaPointe e le due Colleen sono stati messi fuori combattimento dai Bratzis. I tre vengono portati in un covo sotterraneo situato sotto il negozio dove trovano il maestro dei Bratzis, Andronico Arcano. Arcano rivela a LaPointe e alle ragazze che un tempo aveva sognato di diventare un artista. Dopo aver visto ridicolizzare il suo lavoro da vari critici, decise di diventare uno scienziato del movimento nazista canadese. I nazisti lo hanno così nascosto nel covo sotterraneo per creare un esercito di cloni allo scopo di conquistare il Canada e gli Stati Uniti. I cloni, fatti con il bratwurst e il DNA di Arcano, avevano bisogno di un'incubazione lunga 100 anni prima che fossero completamente sviluppati, quindi Arcano si congelò criogenicamente fino al momento in cui lui e i suoi cloni potevano risorgere.
Questo processo è stato interrotto quando una interruzione di corrente a Eh-2-Zed 70 anni più tardi ha causato lo scongelamento dei Bratzis e l'interruzione dell'incubazione dei cloni, che li ha fatti rimpicciolire. Venuto a conoscenza del fatto che il partito nazista era stato sconfitto da tempo, Arcano ha iniziato una nuova missione per uccidere tutti i critici come vendetta verso coloro che hanno recensito negativamente i suoi primi lavori, rivelando di aver costruito un mostro alto tre metri, ottenuto da varie parti dei corpi delle vittime dei Bratzis, per compiere le sue azioni omicide. Questo "Golem Goalie", chiamato Portiere Possente, è controllato dai Bratzis che lo gestiscono dal suo interno. Il Golem uccide Arcano perché critica il suo atteggiamento verso le ragazze e poi si avventa su di loro. Le due Colleen ancora una volta usano le loro abilità yoga per sconfiggere il gigante. Dopo essere state soprannominate "Eroiche Commesse" dai media, le due Colleen ritornano alle loro vite normali e terminano il film con una cover di "Oh, Canada", accompagnate alla chitarra da Guy LaPointe.

## Distribuzione
Il film è stato presentato in anteprima a gennaio al Sundance Film Festival 2016 e distribuito nelle sale cinematografiche statunitensi dal 29 luglio 2016.
È stato presente nella sezione After Hours del 34° Torino Film Festival.